# Бусейф, Ахмед ульд
Ахмед ульд Бусе́йф (фр. Ahmed Ould Bouceif; 1934 — 27 мая 1979) — мавританский военный и политический деятель, премьер-министр в 1979 году.

## Биография
Учился в Сенегале. После школы 7 лет путешествовал по стране, пока в 1960 году не выбрал карьеру военного. Два года отслужил во французской армии и в 1962 году перешёл в мавританскую со званием энсина, серьёзно озаботившись карьерой. Быстро выдвинулся, принимая участие в боевых действиях в Сахаре. Командуя северным сектором в июле 1978 года, ценой немалых жертв, он обеспечил безопасность деятельности горнорудной компании SNIM, в то время экономического двигателя страны. Популярный также из-за своей щедрости, приветливости и дружелюбия, он имел широкие знакомства среди военных и политических деятелей страны. Считалось, что у него про-марокканская политическая ориентация.
6 апреля 1979 года вместе с полковником ульд Хейдаллой стал одним из организаторов государственного переворота, свергнувшего полковника ульд Салеха (номинально Салех оставался главой государства ещё 2 месяца, но фактически был полностью отстранён от власти). Получил чин полковника и пост премьер-министра.
27 мая 1979 года погиб в авиакатастрофе (самолёт с большой государственной делегацией Мавритании попал в песчаную бурю близ Дакара и упал в океан).